# (200277) 1999 XY217
(200277) 1999 XY217 es un asteroide perteneciente al cinturón de asteroides descubierto el 13 de diciembre de 1999 por el equipo del Spacewatch desde el Observatorio Nacional de Kitt Peak, Arizona, Estados Unidos.

## Designación y nombre
Designado provisionalmente como 1999 XY217.

## Características orbitales
1999 XY217 está situado a una distancia media del Sol de 2,743 ua, pudiendo alejarse hasta 3,285 ua y acercarse hasta 2,201 ua. Su excentricidad es 0,197 y la inclinación orbital 10,38 grados. Emplea 1659,81 días en completar una órbita alrededor del Sol.

## Características físicas
La magnitud absoluta de 1999 XY217 es 15,7.